# Palaeoncoderes eocenicus
Palaeoncoderes
Genre
Espèce
Palaeoncoderes est un genre fossile d'insecte coléoptère de la famille des Cerambycidae (les Capricornes et Longicornes). Selon Paleobiology Database en 2023, ce genre a deux espèces fossiles Palaeoncoderes eocenicus (qui en est l'espèce type) et Palaeoncoderes piacentinii.

## Classification
Le genre Palaeoncoderes et l'espèce Palaeoncoderes eocenicus sont décrits en 1937 par les paléontologues Louis Émile Piton (1909-1945) et Nicolas Théobald (1903-1981),,.

### Fossiles
L'holotype MNHN.F.R07016 est un exosquelette venant de la localité de Menat dans le Puy-de-Dôme, en Auvergne, et de la collection Piacentini, conservée au Muséum national d'histoire naturelle de Paris,.
Selon Paleobiology Database en 2023, le genre a deux collections et trois occurrences du Sélandien.

### Étymologie
L'épithète spécifique eocenicus signifie « Éocène » en latin.

## Liste d'espèces
Ce genre a deux espèces :
- †Palaeoncoderes eocenicus Piton & Théobald, 1937
- †Palaeoncoderes piacentinii Piton, 1940

## Description

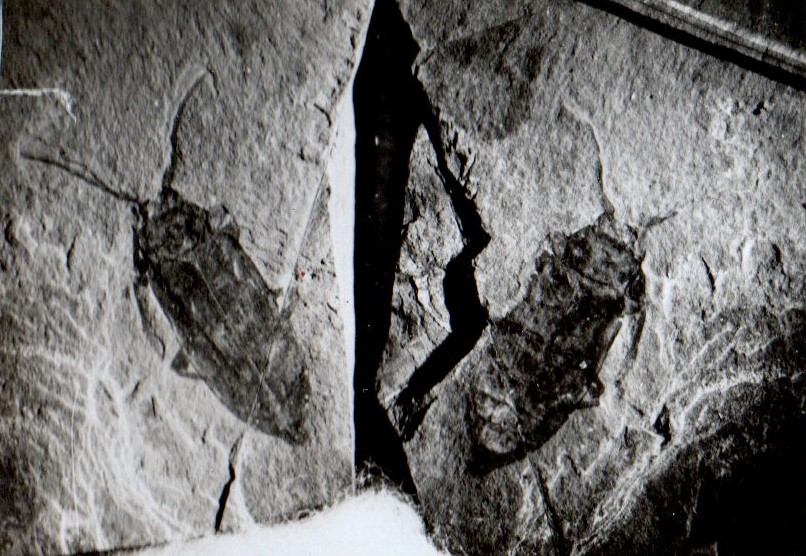
Palaeoncoderes eocenicus L. PITON et N. THEOBALD 1937 Holotype.

### Caractères
« Insecte de belle taille atteignant 30 mm de long, les élytres ne couvrant pas entièrement l'abdomen.
Tête au front vertical, forme triangulaire vue d'en haut ; yeux échancrés au point d'insertion des antennes, ces dernières longues ; sur l'échantillon de la figure 8 : 9 articles sont visibles ; il en manque donc probablement deux. De la longueur conservée on peut déduire que les antennes ne dépassaient pas la longueur du corps ; premier article gros à extrémité renflée et entourée d'un bourrelet, deuxième article court, troisième article moins long que le premier, les autres articles ont une longueur à peu près égale, ils sont légèrement renflés à l'extrémité. Corselet plus large que long, angles latéraux bien marqués, mais sans pointe. Scutellum petit, large, triangulaire. Elytres allongés, épaules arrondies, surface ornée de quelques sillons fins. Sur la face ventrale on voit les pattes, mais leur insertion est peu visible ; fémurs non renflés en massue, tibias cylindriques »;

### Dimensions
Insecte de 30 mm de Long

## Affinités
« Par ses longues antennes au premier article rebordé, son front vertical, l'insecte appartient aux Cerambycidae Lamiinae. Le genre Oncoderes des régions orientales semble le groupe actuel le plus voisin, bien qu'il ne renferme pas de formes identiques ».

## Biologie
La faune entomologique de Menat a un caractère thermophile nettement exprimé. C'est probablement dans les îles de l'archipel indo-malais que nous retrouvons l'image la plus voisine de la faune de Menat.
Le caractère archaïque de cette faune l'oppose aux faunes oligocènes déjà plus évoluées, dans lesquelles nous ne retrouvons que rarement des genres éteints .

## Galerie
- Quelques espèces vivantes du genre Oncideres.
- Oncideres captiosa.
- Oncideres cephalotes - vue dorsale et ventrale.
- Oncideres cingulata.
- Oncideres crassicornis.
- Oncideres gutturator - vue dorsale et ventrale..

### Publication originale
- [1937] Louis Émile Piton et Nicolas Théobald, « Les lignites et schistes bitumineux de Menat (Puy-de-Dôme). II: Les insectes fossiles de Menat. », Revue des Sciences Naturelles d'Auvergne, Tome 3,‎ 1937, p. 76-88. .